# NGC 6868
NGC 6868 é uma galáxia elíptica (E2) localizada na direcção da constelação de Telescopium. Possui uma declinação de -48° 22' 48" e uma ascensão recta de 20 horas, 09 minutos e 54,0 segundos.
A galáxia NGC 6868 foi descoberta em 7 de Julho de 1834 por John Herschel.